# Homophylax baldur
Homophylax baldur är en nattsländeart som beskrevs av Nimmo 1971. Homophylax baldur ingår i släktet Homophylax och familjen husmasknattsländor. Inga underarter finns listade i Catalogue of Life.